# Нікола Порпора
Ніко́ла-Анто́ніо-Джачінто По́рпо́ра (італ. Nicola Antonio Giacinto Porpora, 17 серпня 1686, Неаполь — 3 березня 1768, там само) — італійський композитор, автор понад 40 опер, педагог вокалу.

## Біографія
Нікола Порпора народився в Неаполі. Почав навчатися музики у віці десяти років у Неаполітанській консерваторії (Conservatorio dei Poveri di Gesu Cristo).
Перша його опера «Аґріппіна» («Agrippina») була поставлена в Неаполі в 1708 році. Друга опера «Береніче» («Berenice») була з успіхом поставлена в Римі в 1710 році. Порпора служив придворним капельмейстером у різних аристократів, в тому числі у принца Гессен-Дармштадського.
Викладав у Неаполітанській консерваторії Conservatorio di S. Onofrio (1715—1721). Був видатним вчителем вокалу. Серед його учнів — знамениті співаки Фарінеллі, Каффареллі, Антоніо Уберті (прозваний «Порпоріно»), а також композитор Йоганн Адольф Гассе, що став потім одним із його головних і постійних суперників в оперному жанрі. Його опери ставили в Римі, Мілані, Венеції, Відні, Лондоні та інших містах Європи.
З 1725 року Порпора жив у Відні, потім у Дрездені. У 1729 році був запрошений до Лондона як диригент оперного театру. Однак не витримав творчого суперництва з Г. -Ф. Генделем і був змушений повернутися до Італії.
З 1736 року Порпора жив у Венеції і Неаполі, з 1747 року в Дрездені, а з 1751 року — у Відні, де Йозеф Гайдн брав у нього уроки композиції. У 1758 році Порпора повернувся до Неаполя, ставши директором Консерваторії Св. Онуфрія (Conservatorio di S. Onofrio).
Останні роки його життя були затьмарені забуттям і бідністю. Помер і похований у Неаполі.

## Творчість
Більшість творів Порпори належить до вокальних жанрів. Серед його творів понад 40 опер, 12 серенад, 4 пастіччо, 14 «священних опер» або ораторій, близько 135 кантат, 40 церковних творів для хору, 7 мес, 9 сольних мотетів, 12 антифонів на честь Діви Марії, а також ламентації та дуети. З творів інструментальних жанрів виділяються Віолончельний концерт соль мажор, віолончельна соната фа мажор, 6 камерних симфоній (6 sinfonie da camera a 3, op. 2, 1736, Лондон), скрипкові сонати, клавірні фуги.

### Опери
- Agrippina (либр. N. Giuvo; Неаполь, 1708)
- Berenice (Риме в 1710)
- Arianna e Teseo (либр. Pietro Pariati; Вена, 1714)
- Basilio, re di Oriente
- Flavio Anicio Olibrio
- Faramondo
- Eumene (либр. Apostolo Zeno; (Рим, 1721)
- L'Imeneo
- Issipile
- Adelaide (Рим, 1723)
- Siface (либр. Метастазио: Мілан, 1725)
- Imeneo in Atene
- Orlando ou le délire (Angelica) (либр. Метастазіо)
- Meride e Selinunte
- Semiramide riconosciuta (либр. Метастазіо: Венеція, 1729, нова ред. Неаполь, 1739)
- Mitridate (либр. Filippo Vanstryp; (Рим, 1730)
- Ermenegilda
- Tamerlano
- Alessandro nelle Indie
- Annibale
- Germanico in Germania (либр. N. Coluzzi; Рим, 1732)
- Arianna in Nasso (либр. Paolo Antonio Rolli; Лондон 1733)
- Ferdinando
- Lucio Papirio
- Rosdale
- Temistocle
- Le nozze di Ercole ed Ebe
- Il trionfo di Camilla
- Statira
- Polifemo (либр. Rolli; Лондон 1735)
- Carlo il Calvo (либр. anonym; Рим, 1738)
- Il trionfo di Camilla (либр. Silvio Stampiglia; Неаполь 1740, новая ред. Неаполь 1760)
- Ifigenia in Aulide
- Statira (либр. Francesco Silvani; Венеція, 1742)
- Rosmene
- Partenope
- Didone
- Filandro (либр. Vincenzo Cassani; Дрезден, 1747)
- Angelica e Medoro
- Gli orti Esperidi

### Ораторії
- Gedeone
- Il martirio di Santa Eugenia
- I martìri di San Giovanni Nepomuceno
- Il verbo incarnato
- Davide
- Il trionfo della divina giustizia

### Інструментальна і камерна музика
- 6 sinfonie da camera a 3, op. 2  (1736, Лондон)
- 6 sonate per 2 violini, 2 violoncelli e basso continuo (clavicembalo) (1745, Лондон)
- 12 sonate per violino e basso (1754, Відень)
- Ouverture roiale per orchestra (1763)
- Concerto in sol maggiore per violoncello e archi
- Concerto per flauto e archi
- Sonata in fa maggiore per violoncello e basso continuo
- 2 fughe per clavicembalo